# Plecotus teneriffae
Plecotus teneriffae é uma espécie de morcego da família Vespertilionidae. Endêmica das Ilhas Canárias, onde pode ser encontrada em Tenerife, La Palma, El Hierro e possivelmente em La Gomera. Não há diferenças genéticas significativas entre as populações das diferentes ilhas (Juste et al. 2004).